# ال دورادو (فیلم ۲۰۰۸)
«ال دورادو» (انگلیسی: Eldorado (2008 film)) یک فیلم به کارگردانی بولی لنر است که در سال ۲۰۰۸ منتشر شد. از بازیگران آن می‌توان به بولی لنر اشاره کرد.